# Bystrina (přítok Brezovského potoka)
Bystrina je potok na myjavských Kopanicích, v jižní části okresu Myjava. Je to levostranný přítok Brezovského potoka, měří 5 km a je vodním tokem V. řádu.

## Pramen
Pramení v Myjavské pahorkatině na jižním úpatí Zadného vršku (475,5 m n. m.) na území obce Košariská v nadmořské výšce přibližně (328 m n. m.).

## Popis toku
Na horním toku teče západním směrem přes místní část Dolné Košariská, podtéká silnici II. třídy č. 499 a sleduje hranici CHKO Malé Karpaty. Postupně se stáčí jihozápadním směrem, napájí vodní nádrž Brezová a vytéká z ní jihojihozápadním směrem. Následně prořezává výběžek Malých Karpat, přičemž odděluje masiv Barance (378,2 m n. m.) na pravém břehu od zbytku pohoří, zleva přibírá Baranský potok a obloukem se stáčí na západ. Nakonec protéká intravilánem města Brezová pod Bradlom.

## Ústí
Vlévá se jižně od centra města Brezová pod Bradlom v nadmořské výšce cca (254 m n. m.) do Brezovského potoka.